# Георги Тодоров (генерал-майор)
Вижте пояснителната страница за други личности с името Георги Тодоров.
Георги Тодоров Тодоров е български офицер, генерал-майор, командир на отделение в 3-ти артилерийски полк през Балканската (1912 – 1913) и Междусъюзническата война (1913), командир на 5-а артилерийска бригада и на 13-а артилерийска бригада през Първата световна война (1915 – 1918).

## Биография
Георги Тодоров е роден на 17 септември г. в Стара Загора. На 14 януари 1886 постъпва във Военното на Негово Княжеско Височество училище, като достига до звание юнкер, дипломира се 54-ти по успех от 163 офицери, на 27 април 1887 г. е произведен в чин подпоручик и зачислен в 1-ви пехотен софийски полк. На 18 май 1890 г. е произведен в чин поручик, а през 1895 в чин капитан. През 1900 г. е командир на батарея от 3-ти артилерийски полк. През 1904 г. е произведен в чин майор, а от 1909 г. е началник-отделение в 1-ви артилерийски полк. На 1 октомври 1908 г. е произведен в чин подполковник, а от 1911 е началник-отдел в 3-ти артилерийски полк.
Подполковник Тодоров взема участие в Балканската (1912 – 1913) и Междусъюзническата война (1913) като командир на отделение в 3-ти артилерийски полк. На 15 ноември 1914 г. е произведен в чин полковник. През януари 1915 г. е назначен за командир на 6-и артилерийски полк.
По време на Първата световна война (1915 – 1918) полковник Тодоров командва първоначално 6-и артилерийски полк, след което е командир на 5-а артилерийска бригада, а от август 1918 г. командва на 13-а артилерийска бригада. Като командир на 6-и артилерийски полк е предложен за Военен орден „За храброст“ III степен 1 клас, но съгласно заповед № 679 от 1917 г. по Действащата армия е награден с Военен орден „За храброст“ IV степен 1 клас. Уволнен е от служба на 16 ноември 1918 г. Като командир на 5-а артилерийска бригада съгласно заповед № 355 от 1921 г. по Министерството на войната е награден с Народен орден „За военна заслуга“ III степен с военно отличие
Съгласно Царска заповед №78 от 1935 г. на 31 декември е произведен в чин генерал-майор.

## Военни звания
- Подпоручик (27 април 1887)
- Поручик (18 май 1890)
- Капитан (1895)
- Майор (1904)
- Подполковник (1 октомври 1908)
- Полковник (15 ноември 1914)
- Генерал-майор (31 декември 1935)

## Образование
- Военно на Негово Княжеско Височество училище (1886 – 1887)

## Награди
- Военен орден „За храброст“ IV степен 2 клас
- Военен орден „За храброст“ IV степен 1 клас (1917)
- Царски орден „Св. Александър“ V без мечове
- Царски орден „Св. Александър“ IV степен с мечове по средата
- Народен орден „За военна заслуга“ V степен на обикновена лента
- Народен орден „За военна заслуга“ III степен с военно отличие (1921)
- Орден „За заслуга“ на обикновена лента